# Ožujak
Ožujak (lat. martius) treći je mjesec godine po gregorijanskom kalendaru. Ima 31 dan.

## Etimologija riječi
Pretpostavlja se da hrvatsko ime ovog mjeseca dolazi od riječi „laž“, što bi označavalo lažljivost, promjenjivost vremena u tome mjesecu. Zanimljivo je spomenuti stariji nazivi na poljskom jeziku za ožujak („łżykwiat“, „łżekwiat“ i „łudzikwiat“), koji označuju kako vrijeme „laže cvijeća“, tj. kako vrijeme prevarom uranjuje izlazak cvijeća iz zemlje.
Stariji hrvatski nazivi koji su se rabili u pojedinim krajevima bili su: gregurjevščak (vjerojatno po blagdanu sv. Grgura I., pape, 12. ožujka po starom kalendaru), sušec, protuletnjak.
Latinsko ime ovog mjeseca dolazi od imena rimskog božanstva rata - Marsu  (Martius). Zato se ovaj mjesec smatra povoljnim za vojne akcije. U Rimskom kalendaru bio je prvi mjesec u godini.

## Vanjske poveznice

### Sestrinski projekti
|  | Zajednički poslužitelj ima stranicu o temi Prikazi mjeseca    |
|  | Zajednički poslužitelj ima još gradiva o temi Prikazi mjeseca |
|  | Wječnik ima rječničku natuknicu ožujak                        |

### Wiki rječnik
- Imena u raznim jezicima: wiki rječnik (engl.)